# Nishi-Muro-gun
Nishi-Muro (jp. 西牟婁郡 Nishi-Muro-gun), West-Muro, ist ein Landkreis (-gun) der japanischen Präfektur (-ken) Wakayama. Er entstand 1879 bei der Reaktivierung der Kreise als moderne Verwaltungseinheit durch die Teilung des antiken Muro-gun der Provinz Kii in West-Muro und Ost-Muro (Higashi-Muro) in Wakayama und Süd-Muro (Minami-Muro) und Nord-Muro (Kita-Muro) in Mie. Heute verbleiben im Kreis West-Muro noch drei Gemeinden: Die Städte (-chō) Shirahama, Kami-Tonda und Susami.